# 1869
Évszázadok: 18. század – 19. század – 20. század
Évtizedek: 1810-es évek – 1820-as évek – 1830-as évek – 1840-es évek – 1850-es évek – 1860-as évek – 1870-es évek – 1880-as évek – 1890-es évek – 1900-as évek – 1910-es évek
Évek: 1864 – 1865 – 1866 – 1867 –  1868 – 1869 – 1870 – 1871 – 1872 – 1873 – 1874

## Események

### Határozott dátumú események
- január 16. – A mexikói México szövetségi állam részét alkotó Hidalgót önálló állammá nyilvánítják.[1]
- március 6. - Mengyelejev bemutatja az elemek első periódusos rendszerét az Orosz Kémiai Társaságnak
- március 7. – Áthalad az első hajó a Szuezi-csatornán.
- március 9–13. – Országgyűlési választások Magyarországon.
- október 1. – Az osztrák-magyar posta bevezeti a világ első levelezőlapját.
- október 21. – Vesebaja miatt lemond Wenckheim Béla magyar belügyminiszter, utóda Rajner Pál.
- november 17. – Egyiptomban felavatják a Szuezi-csatornát, amely a Földközi-tengert köti össze a Vörös-tengerrel.[2]

### Határozatlan dátumú események
- az év folyamán – 
  - Megalakul a Magyar Királyi Állami Földtani Intézet.[3]
  - Egyiptom elfoglalja Dél-Szudánt.[4]
  - Portugáliában a gyarmatok pénzügyi autonómiát szereznek saját bevételeik kezelésére.[5]

## Az év témái

### 1869 a sportban
- április 3. – Gróf Karátsonyi Guidó elnökletével megtartja alakuló gyűlését Buda első tornaegylete, a Budai Torna Egylet (BTE). ( A BTE 1875-től BBTE (Budapesti Budai Torna Egylet) néven működött és a második világháborúig a magyar főváros egyik legjelentősebb sportegyesülete lett.)
- Kresz Géza és barátai kezdeményezésére megalul a Pesti Korcsolyázó Egylet.[6]

## Születések
- január 2. Pazeller Jakab magyar zeneszerző, karmester, a Herkulesfürdői emlék című hangversenykeringő szerzője
- január 4. – Lyka Károly, Kossuth-díjas művészettörténész († 1965)
- január 15. – Stanisław Wyspiański lengyel festő, grafikus, költő és drámaíró († 1907)
- február 14. – Charles Thomson Rees Wilson, Nobel-díjas angol-skót fizikus († 1959)
- június 2. – Szomory Dezső író, színpadi szerző († 1944)
- június 13. – Poldini Ede magyar zeneszerző és zongoraművész († 1957)
- július 10. – Kandó Kálmán tervezőmérnök († 1931)
- szeptember 8. – Pino Suárez, mexikói alelnök († 1913)
- október 2. – Mahátma Gandhi indiai politikus († 1948)
- október 20. – John Campbell Merriam, amerikai paleontológus († 1945)
- október 23. – Zulawszky Béla, olimpiai ezüstérmes vívó, honvédtiszt († 1914)
- november 2. – Ignotus magyar publicista, költő, író († 1949)
- november 8. – Joseph Franklin Rutherford, leginkább a Watch Tower Bible and Tract Society of Pennsylvania második elnökeként ismert, amely Jehova tanúi szervezete († 1942)
- november 21. – Láng-Miticzky Ernő magyar királyi titkos tanácsos, törvényszéki bíró, táblabírósági elnök, felsőházi tag († ?)
- november 22. – André Gide francia író, esszéista († 1951)
- november 24. – Ebenspanger Emil író, költő († 1888)
- december 6. – Gerrit Smith Miller amerikai zoológus († 1956)
- december 14. – Mihalik Dániel festőművész († 1910)
- december 23. – Rott Nándor veszprémi püspök († 1939)
- december 25. – Hutás József bíró, felsőházi tag († 1948)
- december 31. – Henri Matisse francia festőművész († 1954)

## Halálozások
- január 14. – Moritz Ludwig Frankenheim(wd) német fizikus, geográfus, krisztallográfus (* 1801)
- január 18. – Szemere Bertalan magyar miniszterelnök, író (* 1812)
- február 6. – Carlo Cattaneo(wd) olasz filozófus, nyelvész, író, politikus (* 1801)
- február 28. – Alphonse de Lamartine francia romantikus költő, regény- és drámaíró, politikus, szónok (* 1790)
- március 12. – Ambrózy Mátyás evangélikus lelkész (* 1797)
- március 24. – Böszörményi László, országgyűlési képviselő (* 1823)
- április 2. – Hermann von Meyer(wd) német paleontológus (* 1801)
- április 3. – Bajzáth György András királyi tanácsos és országgyűlési követ (* 1791)
- április 8. – Ottinger Ferenc császári és királyi lovassági tábornok (* 1792)
- július 6. – Haraszthy Ágoston magyar földbirtokos, a királyi testőrség tisztje, a kaliforniai szőlőtermesztés és borászat megalapítója (* 1812)
- szeptember 23. – Johann Georg von Hahn osztrák diplomata, filológus, albanológus (* 1811)